# Kappadokien
Kappadokien er et område i Tyrkiet vest for byen Nevşehir.

## Geografi
Kappadokien er kendt for karakteristiske bjergformationer, et gammelt vulkansk område.
Den lille by Göreme ligger i centrum og har mange hoteller og pensionater.
I området findes huse og kirker, der er hugget ud i klippen.
Göreme Frilandsmuseum har en række kirker, og området, bl.a. den underjordiske by Derinkuyu, er optaget på UNESCO's Verdensarvsliste for Europa.

## Historie
I oldtiden var Kappadokien et kongerige, der opstod i kølvandet af Alexander den Stores invasion og Perserrigets sammenbrud. Det kappadokiske kongehus og den kappadokiske adel var af iransk herkomst og bevarede i århundreder iranske navne og flere iranske traditioner, kraftigt blandet med hellenismens.
Kappadokien var aldrig et mægtigt kongerige og eksisterede ofte kun på de omkringliggende stormagters nåde. De kappadokiske konger indgik derfor sammen med deres naboer alliancer med først Seleukideriget og senere romerne, som de tjente trofast til kongerigets ophør i århundredet efter Kristus.

## Bibelen
Peters Første Brev i Bibelen er stilet til blandt andet menigheden i Kappadokien. I første vers hedder det: "Til de udvalgte, der bor spredt som fremmede blandt andre folkeslag, i Pontus, Galatien, Kappadokien, provinsen Asien og Bitynien".